# Мирски, Нили
Нили Мирски (ивр. נילי מירסקי‎, урожд. Болеславски; 1943, Реховот, подмандатная Палестина — 29 января 2018, Тель-Авив) — израильская переводчица, редактор и литературовед. Известна переводами классической русской (в том числе Чехов, Достоевский, Гоголь, Лев Толстой, Максим Горький) и немецкой (в том числе братья Гримм, Гофман, Томас Манн) литературы. Лауреат премии Черниховского (1989) и Государственной премии Израиля по литературе (2008).

## Биография
Нили Болеславски родилась в 1943 году в Реховоте (по другим источникам, в Тель-Авиве) в семье репатриантов. Её родители дома разговаривали только на иврите, но девочка рано освоила русский язык в доме деда — книготорговца с Украины, открывшего после переезда в Палестину книжный магазин на ул. Алленби в Тель-Авиве. В четыре года Нили выучилась читать на иврите и по-русски, а в семь или восемь лет впервые столкнулась с вопросами литературного перевода. По её собственным воспоминаниям, в доме было несколько разных переводов сказок Оскара Уайлда, и она обратила внимание, что одна и та же сказка в зависимости от перевода могла выглядеть серой и тусклой или яркой и интересной.
Окончив среднюю школу, Нили хотела продолжить образование в области истории искусства, но на тот момент в Израиле такой специальности не было, и она поступила в Еврейский университет в Иерусалиме, чтобы изучать философию и английскую литературу. Не окончив учёбу, она уехала с мужем, Семёном Мирским, в Германию (Семён, новый репатриант из СССР, нашёл работу на американской радиостанции, вещавшей на страны за «железным занавесом»). Пройдя ускоренный курс изучения немецкого языка, Нили Мирски поступила в Мюнхенский университет на специальности «история искусства» и «история Восточной Европы». Эти занятия она тоже окончить не успела, вернувшись в Израиль. В 1971 году Мирски наконец получила в Тель-Авивском университете степень бакалавра по английской и мировой литературе, после чего вновь отправилась в Мюнхен, где в 1975 году получила вторую академическую степень по русской, немецкой и английской литературе, написав дипломную работу по анализу героев пьес Чехова (публикации в СМИ, появившиеся после её смерти, сообщают, что она получила в Мюнхенском университете докторскую степень по русской и немецкой или французской, русской и немецкой литературе). К 30 годам Нили и Семён развелись.
По возвращении в Израиль Мирски стала преподавателем русской и немецкой литературы в Тель-Авивском университете, проработав в этой должности с 1976 по 1979 год. В эти годы она столкнулась с тем, что переводы, которые предлагались её студентам, написаны устаревшим или недостаточно хорошим языком, вызывающим у них отвращение, и, получив предложение занять должность редактора и штатного переводчика издательства «Ам овед», оставила академическую карьеру. В 1980 году в этом издательстве вышла первая книга в её переводе и редактуре — «Украинские повести» Гоголя (до этого её переводы выходили в журнале «Симан криа», где Мирски работала также помощником редактора).
Мирски много лет провела в должности штатного переводчика и редактора престижной серии «Народная библиотека» («Сифрия ла-ам») издательства «Ам овед», где в её редактуре вышло порядка сотни книг. После этого она была переводчицей серии «Новая библиотека» издательства «Ха-кибуц ха-меухад», а также переводила книги для издательства «Ахузат баит».
С 2011 года Мирски оставила работу редактора, сосредоточившись на переводах. После развода с Семёном Мирским она сохранила с ним тёплые отношения, в том числе после его вступления во второй брак, но сама не заводила новой семьи и осталась бездетной. Мирски умерла в январе 2018 года в возрасте 74 лет в тель-авивской больнице «Ихилов» после годичной борьбы с раком. Похоронена на кладбище Яркон в Петах-Тикве.

## Творческое наследие
В аргументации в пользу присвоения Нили Мирски Государственной премии Израиля судейская комиссия отмечала, что она «подняла перевод до уровня высочайшего искусства». Судьи писали, что Мирски прислушивается к индивидуальному голосу авторов и отказывается создавать единый стиль перевода, подбирая для каждого писателя стиль ивритской речи, наиболее близкий к оригиналу. По её собственным словам, иврит — быстро изменяющийся и обновляющийся язык, и по этой причине регулярно требуются новые переводы классических произведений. Когда в её переводе вышла поэма «Москва — Петушки», Мирски пошутила, что для работы над ней требовались два умения: переводить и пить.
В массиве переводимой Мирски литературы на русском и немецком языках классика XIX и начала XX веков перемежалась произведениями более современных авторов. Среди русских писателей, чьи произведения она переводила:
- Н. В. Гоголь («Вечера на хуторе близ Диканьки» и «Миргород», 1980; «Петербургские повести», 1992)[5]
- А. П. Чехов («Цветы запоздалые», 1981; «Вишнёвый сад», 1988, «Рассказ провинциала», 1990)[5]
- И. С. Тургенев («Дворянское гнездо», 1983; «Отцы и дети», 1994)[5]
- Ф. М. Достоевский («Неточка Незванова» и «Белые ночи», 1986; «Идиот», 1993; «Игрок», 2002[5]; «Братья Карамазовы», 2011[6])
- И. Э. Бабель («Конармия» и «Одесские рассказы», 1987)[5]
- О. Э. Мандельштам («Шум времени», 1988)[5]
- М. А. Булгаков («Белая гвардия», 1989)[5]
- В. В. Набоков («Русская дюжина», 1994)[5]
- В. В. Ерофеев («Москва — Петушки», 1994)[5]
- А. М. Горький («Детство», 1995)[5]
- Л. Н. Толстой («Анна Каренина», 2000)[5]
- А. П. Платонов («В прекрасном и яростном мире», 2007)[5]
- М. Ю. Лермонтов («Герой нашего времени»)[7]

В содружестве с Иланой Райхвергер Мирски также выпустила сборник переведённых на иврит русских народных сказок «Василиса Прекрасная». Среди немецких авторов, которых она переводила:
- К. Ф. Мейер («Юрг Енач», 1977)[5]
- Т. Фонтане («Эффи Брист», 1981)[5]
- С. Гейм («Агасфер», 1983)[5]
- братья Гримм (сборник сказок, 1986)
- Т. Манн («Будденброки», 1986; «Смерть в Венеции», 1988[5]; «Признания авантюриста Феликса Круля», 2016[6])
- Э. Т. А. Гофман («Сказки», 1990)[5]
- К. Рансмайр («Последний мир», 1991)[5]
- Т. Бернхард («Племянник Витгенштейна», 1996)[5]

Последней работой Мирски должен был стать новый перевод «Замка» Кафки, но она не успела его завершить (первую часть романа в её переводе опубликовали незадолго до её смерти).

## Признание заслуг
Достижения Нили Мирски в области литературного перевода были отмечены в 2008 году Премией Израиля по литературе. Присуждавшее премию жюри, перечислив наиболее известные работы Мирски, отметило, что она установила «очень высокую планку» качества литературного перевода на иврит.
Мирски также была удостоена премии имени Черниховского, присуждаемой мэрией Тель-Авива за достижения в области перевода, в 1989 году и дважды становилась лауреатом премии министерства образования Израиля за перевод (в 1997 и 2007 годах).